# جنیفر پاریلا
جنیفر پاریلا (به انگلیسی: Jennifer Parilla) ژیمناست زادهٔ ۹ ژانویهٔ ۱۹۸۱ میلادی اهل کشور ایالات متحده آمریکا است.